# Rasmus von Gottberg
Rasmus von Gottberg (* 19. Juli 1932 in Königsberg; † 26. Januar 2010 in Mougins) war ein deutscher Schriftsteller und Werbefilmregisseur und -produzent.

## Leben

Rasmus von Gottberg bei einer Betriebsfeier, Ende 1976

Rasmus von Gottberg war ein Sohn des Curt von Gottberg und dessen 2. Ehefrau Charlotte Kniep (1903–1982). Er war in zweiter Ehe mit Maike Langguth (* 1941) vermählt.
Nach der Flucht aus den damals deutschen Ostgebieten und dem Schulbesuch des Ostsee-Gymnasiums hatte Gottberg mehrere Gelegenheitsjobs. Darauf folgten Tätigkeiten als Regisseur und Produzent für Werbefilme mit seiner Hamburger Firma Hanseatic-Kontakt-Film (u. a. für das Waschmittel Ariel mit „Klementine“). 
Nach seiner Tätigkeit als Werbefilmer begann er, Bücher zu schreiben. Gottberg wohnte in Mougins an der Côte d’Azur in der Provence.

## Auszeichnungen
Für seine Filme erhielt er vielfache Auszeichnungen, unter anderem dreimal den Goldenen Löwen Cannes Lions International Advertising Festival.

## Bücher
- Et voilà. 66 provençalische Geschichten. Kehl, Morstadt 2002
- Küche und Kunst in der Provence: Eine Reise auf den Spuren einer Seelenverwandtschaft. Kehl, Morstadt 2005
- Gedichte sind wie kleine Leben. Kehl, Morstadt 2005
- wau,wau,wau_372dog.com: sa-tierisch gebellte E-Mails. Rasmus von Gottberg: Kynos Verlag, Mürlenbach 2005
- Unglaublich aber wahr: Geschichten aus der Natur, aus dem Leben, aus dem Film, aus der Geschichte, aus dem Krieg, zum Lachen, zum Weinen, zum Nachdenken, zum Staunen und, pardon, auch zum Kotzen! Mein Buch, Hamburg 2006
- Wundermärchen: 30 Wundermärchen zum Träumen. Books on demand GmbH, Norderstedt 2007